# Oxypetalum ophiuroideum
Oxypetalum ophiuroideum är en oleanderväxtart som beskrevs av Gustaf Oskar Andersson Malme. Oxypetalum ophiuroideum ingår i släktet Oxypetalum och familjen oleanderväxter. Inga underarter finns listade i Catalogue of Life.